# 커머라시 이반
커머라시 이반(헝가리어: Kamarás Iván, 1972년 12월 22일 ~ )은 헝가리의 배우이다.

## 출연 작품
- 2012년 아글라야
- 2013년 다이하드: 굿 데이 투 다이
- 2013년 넥스트 투모로우 2
- 2018년 미션 임파서블: 루벤 - 루벤 역 (목소리)